# Dustri-Verlag
Der Dustri-Verlag Dr. Karl Feistle GmbH & Co. KG ist ein deutscher Fachzeitschriftenverlag für Ärzte.

## Geschichte
Der Dustri-Verlag wurde im September 1947 von Karl Müller, Druckereibesitzer in Remscheid, gegründet. Er verlegte den Medizinischen Literatur Anzeiger, kurz MLA, der damals als einziges Medium monatlich über Neuerscheinungen im medizinischen Bereich informierte. Der MLA wurde an Buchhandlungen verteilt, die ihn zur Kundenbindung an ihre medizinische Leserschaft weitergaben. Ferner verlegte Karl Müller Bücher wie Killian, Facies dolorosa oder Schleicher, Lachende Medizin.
Mitte der 1960er Jahre ging der Verlag an Karl Feistle über und der Sitz wurde verlegt nach Oberhaching bei München. Er baute auf dem MLA und der Autorenschaft des Verlegers Karl Müller auf und begann mit einer Neuauflage von Kilian, Facies dolorosa und der Neuerscheinung Kilian, Der Kälteunfall. Das erste Büro des Verlegers Karl Feistle befand sich in dessen Wohnhaus. 1971 erstmals eigene Büroräume bezogen. Auch diese wurden zu eng, wurden weitere Büroräume und ein eigenes Lager benötigt und 1983 wurden neue Räume mit eigenem Lager bezogen. Seit dem Jahre 2000 befindet sich der Verlag in einem eigenen Bürogebäude im Gewerbegebiet von Oberhaching.
1971 wurde die erste deutschsprachige Zeitschrift Nieren- und Hochdruckkrankheiten gegründet. 1973 folgte die Gründung der ersten englischsprachigen Zeitschrift Clinical Nephrology, damals eine der wenigen weltweiten für Nephrologen. Die Zeitschrift hat heute Leser in 70 Ländern. 1975 wurde mit Atemwegs- und Lungenkrankheiten eine weitere deutschsprachige Zeitschrift gegründet, es folgten Intensiv- und Notfallbehandlung, Allergologie, Verdauungskrankheiten und Prävention und Rehabilitation, Neuropsychiatrie, Klinische Pharmakologie aktuell. Das englischsprachige Angebot im Zeitschriftenbereich umfasst heute neben Clinical Nephrology, Clinical Neuropathology, das International Journal of Clinical Pharmacology and Therapeutics sowie Trace Elements and Electrolytes.
In den 1970er Jahren entstanden die gelben Taschenbücher. Heute werden überwiegend Hardcover-Bücher produziert, und die Manuale-Serie mit Nachschlagewerken zu Themen wie Allergie, Lunge, Niere. 
Seit 1990 unterhält der Dustri-Verlag ein eigenes Satzstudio.
Seit dem Jahr 1999 sind Frank und Jörg Feistle die Inhaber des Verlags.

### Internationale Öffnung
Seit 2003 besteht daneben eine Filiale in Rockledge in der Nähe von Orlando, Florida, USA. Sie hat sich zu einer Kontaktstelle für den amerikanischen Markt entwickelt.

### Deutschsprachige Zeitschriften (Auswahl)
- Allergologie
- Atemwegs- und Lungenkrankheiten
- Intensiv- und Notfallbehandlung
- Nieren- und Hochdruckkrankheiten
- Prävention und Rehabilitation
- Verdauungskrankheiten
- Dermatologie in Beruf und Umwelt
- Mikroskopie

### Englischsprachige Zeitschriften (Auswahl)
- Clinical Nephrology
- Clinical Neuropathology
- Clinical Pharmacology and Therapeutics
- Trace elements and Electrolyte
- Allergologie (Zeitschrift)